# Penisola di Zamboanga
Con il nome Penisola di Zamboanga (in tagalog: Tangway ng Zamboanga; in inglese: Zamboanga Peninsula) si indicano sia una regione fisica della parte occidentale dell'isola filippina di Mindanao, sia una regione politica delle Filippine, ufficialmente la Regione IX.
Le province che fanno capo a questa regione sono: Zamboanga del Norte, Zamboanga del Sur e Zamboanga Sibugay. A queste va aggiunta la città di Zamboanga che gode dei diritti di "città privilegiata" (chartered city) e quindi è autonoma da qualsiasi provincia.

## Geografia fisica

### Suddivisioni amministrative
La regione si divide in 4 province. Vi è poi Zamboanga che è una città indipendente. Vi sono poi altre 4 città componenti e 67 municipalità. Tra le città componenti c'è Isabela che territorialmente è nell'isola di Basilan e nella provincia omonima, ma che non si riconosce nella Regione Autonoma nel Mindanao Musulmano.

#### Province
- Zamboanga del Norte
- Zamboanga del Sur
- Zamboanga Sibugay

#### Città
Città indipendenti:
- Zamboanga (Città altamente urbanizzata - HUC)
- Isabela

Città componenti:
- Dapitan (Zamboanga del Norte)
- Dipolog (Zamboanga del Norte)
- Pagadian (Zamboanga del Sur)